# Jatropha pereziae
Jatropha pereziae är en törelväxtart som beskrevs av J.Jiménez Ram.. Jatropha pereziae ingår i släktet Jatropha och familjen törelväxter. Inga underarter finns listade i Catalogue of Life.